# Habitation du Gol
Pour les articles homonymes, voir Gol.
L'habitation du Gol est une ancienne habitation agricole coloniale de l'île de La Réunion, département d'outre-mer français, dans le sud-ouest de l'océan Indien. Située dans la plaine du Gol, sur la commune de Saint-Louis, elle a plusieurs fois été divisée en différentes propriétés : le château du Gol, le Gol (site de l'actuelle usine du Gol) et l'habitation Belle-Vue. Elle fut la plus importante plantation de Bourbon à la fin de l’Ancien régime, et comptait 660 esclaves en 1848, au moment de l'abolition de l'esclavage. L'ancien temple tamoul construit sur l'habitation est inscrit en totalité à l'inventaire des Monuments historiques le 29 mars 1996,.

## Histoire

### L'habitation caféière
Au début du XVIIIe siècle, sur la plaine du Gol, vaste terrain de 1 806 hectares concédé par la Compagnie des Indes, le colon Antoine Desforges-Boucher (1680-1725) établit une plantation de café dans la plaine du Gol. À sa mort, l'habitation du « Gaule » compte 30 esclaves. Celle-ci est ensuite partagée entre ses quatre enfants, et en particulier ses deux fils, Antoine-Marie (1715-1790) et Jacques (1721-1786). Tandis que l'aîné choisit une carrière militaire, le second administre les propriétés familiales sur l'île Bourbon (habitation du Gol et habitation de Maison Rouge).
En 1735, le recensement général indique que les héritiers Desforges-Boucher possèdent à Saint-Louis 24 esclaves, dont 15 hommes et 9 femmes, et 20 000 caféiers.

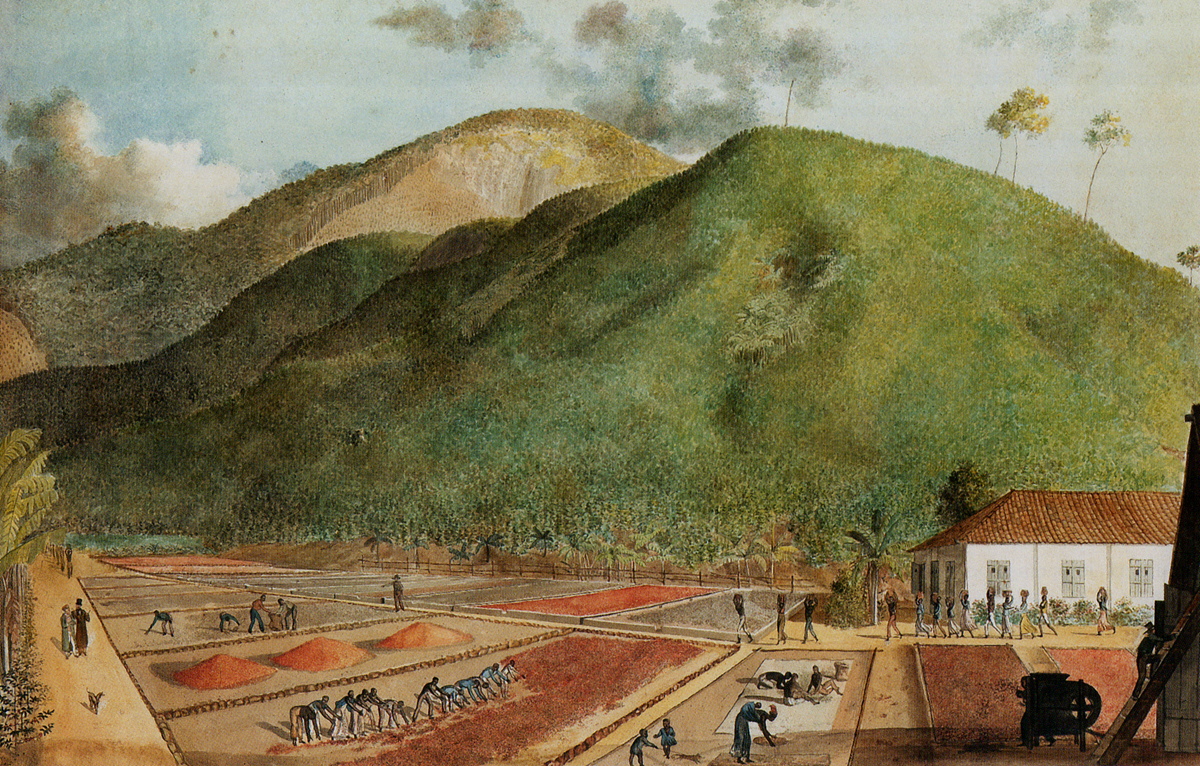
Aquarelle de Rosemont représentant une plantation de café à l'île Bourbon au début du XIXe siècle.

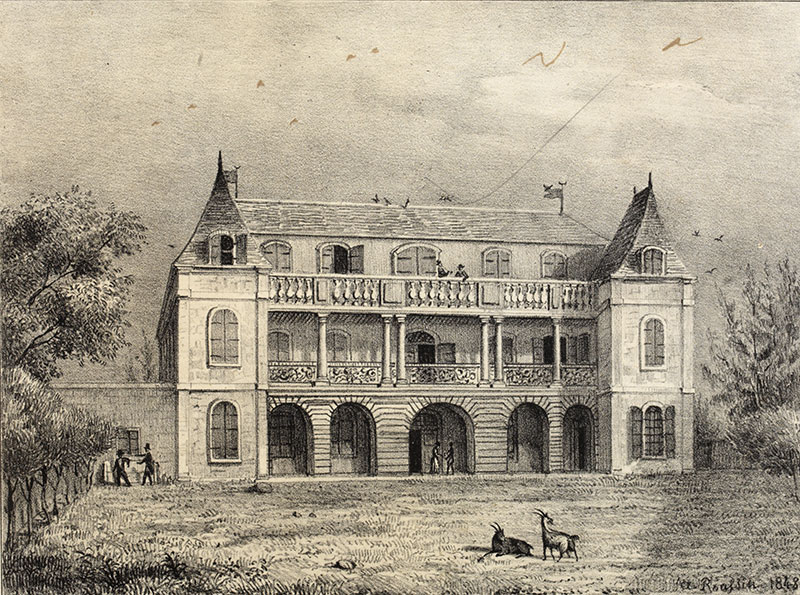
Le château du Gol en 1847.

Admis dans le corps des ingénieurs du roi en 1740, Antoine-Marie Desforges-Boucher revient servir la Compagnie des Indes à Bourbon comme ingénieur en chef. À sa demande, le château du Gol est construit vers 1747, sur la plantation familiale. En 1755, Jacques revend sa part à son frère Antoine-Marie. Ce dernier, devenu gouverneur de l'île, séjourne dans son habitation sporadiquement, puis longuement de 1768 à 1783.
Antoine-Marie Desforges-Boucher quitte à définitivement Bourbon en 1783 pour s’installer à Lorient. L’année suivante, le domaine est vendu à de riches Bourbonnais, Joseph Jean-Baptiste de Lestrac (ca. 1736-1814) et Antoine François Marie Pascalis (qui fut maire de Saint-Louis en 1791). La propriété compte alors 206 esclaves, ainsi qu’un cheptel de « deux cents bêtes à cornes, cent moutons, cinquante cochons ».
Entre la fin des années 1800 et les années 1840, le Gol est démembré et appartient à plusieurs familles. Trois propriétés principales existent, dotées chacune d’un camp d’esclaves : le château du Gol, le Gol (site de l'actuel usine du Gol), et Belle-Vue.

### Les habitations sucrières
La culture de la canne à sucre commence à Bourbon après la perte par la France de ses colonies sucrières de Saint-Domingue (devenue indépendante en 1804 à la suite d'une révolte d'esclaves) et de l'Île de France (conquise par les Anglais en 1810).
Un an après la restitution par les Anglais de l'île Bourbon à la France, plusieurs usines sucrières sont créées sur les différentes propriétés de l'ancienne habitation du Gol. Une première sucrerie est établie en 1816 par Jean-Valfroy Dehaulme (1748-1819). Une seconde est créée sur la parcelle du Gol en 1817, par de riches Mauriciens à la recherche d'affaires dans l'île : Auguste Blaize de Maisonneuve (1786-1818), Henry-Marie Salaün de Kerbalanec (1750-1832) et Jean-Baptiste Couve de Murville. Enfin, une troisième est créée près du château par Valfroy Deheaulme (1782-1854) et son beau-frère, Laurent Philippe Robin (1760-1832).
Pour son usine sucrière du Gol, Jean-Baptiste Couve de Murville et ses frères Philippe et Antoine font construire, entre 1816 et 1817, par Hyacinthe Murât, un canal qui apporte l'eau de la rivière Saint-Étienne, en enjambant la ravine du Gol sur un aqueduc.

### Reconstitution de l'habitation
Puis, en 1834 et 1840, Jean-François Placide Fortuné Chabrier (1791-1851) rachète les trois propriétés distinctes, et reconstitue l'habitation originelle du XVIIIe siècle. Fortuné Chabrier y fait intervenir l'ingénieur Joseph Martial Wetzell pour optimiser les procédés. Par ses acquisitions, Chabrier devient l’un des plus puissants et des plus influents industriels de la Colonie. Sa famille restera propriétaire de l'habitation jusqu'en 1904.
En 1836, 497 esclaves sont recensés au Gol. Ils sont 571 en 1840.
L’extension de la canne conduit également Chabrier à empiéter sur l’étang du Gol et son usine du Gol rejette, campagne après campagne, des déchets de fabrication qui portent atteinte à l’environnement, ce dont se plaignaient les habitants.
Comme bon nombre d’entrepreneurs réunionnais ayant à défendre leurs intérêts, Chabrier ne réside pas toujours dans la colonie. Ses affaires le conduisent régulièrement en métropole, surtout à Paris où il possède des appartements, pour y profiter des mondanités. Le château du Gol, de moins en moins habité, semble avoir été abandonné au milieu du XIXe siècle.

### Abolition de l'esclavage en 1848
Au mois de février 1848, à la veille de l’abolition définitive de l’esclavage du 27 avril, 660 esclaves se trouvent sur la propriété dont la plupart dans le camp du Gol, non loin de la route nationale. Ce nombre est de très loin supérieur aux chiffres recensés dans l'habitation Desbassayns ou ceux du domaine du Chaudron, environ 300 à 400 esclaves chacun.
Puis, la Deuxième République abolit définitivement l'esclavage par décret en 1848. Cette abolition s'accompagne toutefois de l'indemnisation des propriétaires esclavagistes. Jean-François Placide Fortuné Chabrier touche ainsi, en 1849, la somme de 376 791 Francs en compensation du préjudice financier causé par l'affranchissement de tous ses esclaves.
Pour faire face à la pénurie de main-d’œuvre provoquée par l'affranchissement général des esclaves, les planteurs se tournent vers le système de l'engagisme pour s'approvisionner en travailleurs agricoles, originaires principalement d'Inde (Malbars), et dans une moindre mesure de l’Afrique et de Madagascar. C'est pour ceux originaires d'Inde que sera construit le Temple du Gol.
Jusqu’à la fin du XIXe siècle, le Gol voit son effectif de travailleurs se renforcer régulièrement : 598 engagés en 1857, 662 en 1858, 688 en 1859, 716 en 1860, 714 en 1900, auxquels il faut rajouter une quarantaine de colons partiaires qui exploitent, en sus de la canne, les marges du domaine. À la veille de la Première Guerre mondiale, la propriété dénombre encore 322 engagés.

### L'usine auXXesiècle
À la fin du XIXe siècle, les propriétaires décident de recentrer la culture de la canne sur les espaces le plus fertiles. Les usines du Château et de Bellevue sont closes pour privilégier l’unique sucrerie du Gol.

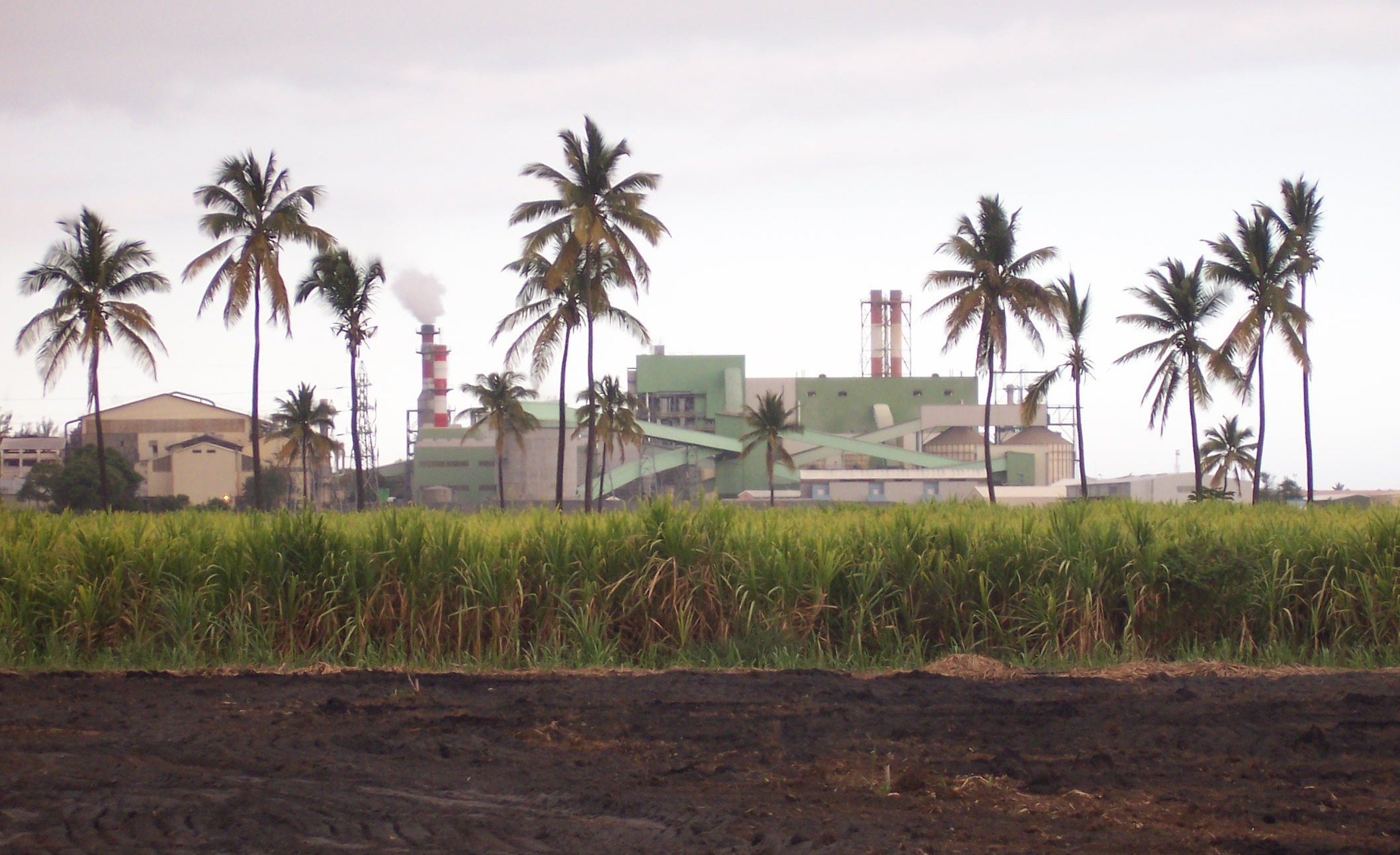
L'usine du Gol, encore en activité.

En 1905, le puissant sucrier Robert Le Coat de Kerveguen, acquiert l'établissement pour 900 000 Francs, le transforme les années suivantes, et le conserve jusqu'en 1920. À cette date, en raison de déboires politiques et de problèmes familiaux, il cède pour 12 millions de Francs l'affaire florissante à des Mauriciens, la Compagnie Foncière de Maurice-Réunion Limited. Mal acceptée par les planteurs locaux, cette société est contrainte de s'en séparer en 1922 au profit de Léonus Bénard.
En 1929, sur les 14 usines de l'île, l'usine du Gol manipule la plus grande quantité de cannes (76 285 tonnes sur 499 624 tonnes) et produit la plus grande quantité de sucre.
Elle est aujourd'hui la plus moderne et la plus productive des deux usines de l'île, et la plus grande unité de production de canne à sucre d'Europe.